# 瓦滕贝格 (黑森州)
瓦滕贝格是德国黑森州的一个市镇。总面积39.54平方公里，总人口3942人，其中男性1955人，女性1987人（2011年12月31日），人口密度100人/平方公里。